# Edmund Nüsperli

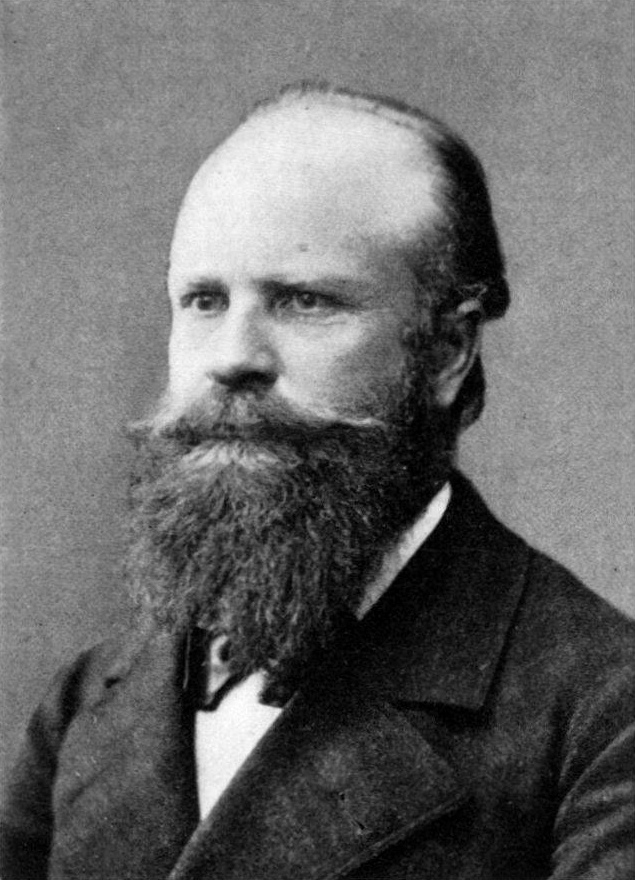
Edmund Nüsperli

Edmund Eugen Friedrich Nüsperli (* 23. Juli 1838 in Waldenburg, Kanton Basel-Landschaft; † 9. Juni 1890 in Aarau) war ein Schweizer Mechaniker und Fabrikinspektor.

## Leben und Werk
Nüsperli war der zweitälteste Sohn des Friedrich Nüsperli und der Barbara, geborene Grundbacher. Seine Tante Nanny Nüsperli heiratete Heinrich Zschokke. Sein Grossvater war Jakob Nüsperli.
Nüsperli absolvierte nach den Schulen in Waldenburg und Aarau eine Mechanikerlehre in Gelterkinden. Anschliessend arbeitete er in der von Johann Jacob Rieter (1762–1826) gegründeten Firma J. J. Rieter & Cie. Maschinenfabrik in Töss bei Winterthur. Später bildete sich Nüsperli in Paris, London und Greenwich weiter und studierte die Arbeitsbedingungen in den dortigen Fabriken. 1865 kehrte er in die Schweiz zurück, wo er vorerst bei Caspar Honegger arbeitete. In La Neuveville eröffnete er 1867 zusammen mit dem Ingenieur Schnider eine Maschinenbauwerkstätte. Von 1875 bis 1878 übte er in der Gemeinde das Amt eines stellvertretenden Bürgermeisters aus.
Nüsperli setzte sich für das schweizerische Fabrikgesetz ein. Dieses Gesetz entstand in Reaktion auf eine Untersuchung der Arbeits- und Lebensverhältnisse der Fabrikarbeiter, die katastrophale Zustände gezeigt hatte. Das Gesetz führte einen Normalarbeitstag von elf Stunden ein, verbot Kinderarbeit und regelte die Haftpflicht der Unternehmer bei Unfällen und Berufskrankheiten.
Zusammen mit Fridolin Schuler und Wilhelm Klein wurde Nüsperli 1878 vom Bundesrat zu einem der ersten drei eidgenössischen Fabrikinspektoren gewählt. Eine erste Inspektionsreise 1879 ergab, das «sehr viele» Kinder in den Fabriken waren, wobei nicht immer mit Gewissheit festzustellen war, ob sie dort arbeiteten, oder ob sie, wie behauptet wurde, sich dort nur aufhielten. Kinder waren dort immer auch Giften und Unfallrisiken ausgesetzt.
Als Fabrikinspektor war Nüsperli als Vollzugsorganisator und Konstrukteur von Schutzvorrichtungen für die welsche Schweiz zuständig, ab 1882 auch für die Kantone Luzern, Solothurn, Basel-Stadt, Baselland, Schaffhausen, Appenzell Ausserrhoden, Appenzell Innerrhoden, Aargau, Thurgau und Bern. Nüsperli stellte Richtlinien für den Fabrikbau auf und beschäftigte sich eingehend mit der Bekämpfung der Phosphor-Nekrose. Er gilt als der Schweizer Pionier in der Unfallverhütung.
Nüsperli war mit Ida Luisa, geborene Witz († 1926), verheiratet. Sie war die Tochter des aus Erlach stammenden Notars Friedrich Emanuel Witz. Dieser war der Besitzer der Domäne Witzwil.

## Werke
- Ueber die Gefahren bei der Fabrikation und dem Gebrauch der neuen Zündhölzchen. Rieder & Simmen, Bern 1881. (Digitalisat.)
- als Bearbeiter: Apparate und Einrichtungen zum Schutze von Fabrikarbeitern gegen Gefahren für Leben und Gesundheit. Gesammelt und ausgestellt an der schweiz. Landesausstellung in Zürich von den eidg. Fabrikinspektoren. Mit 60 Abbildungen. [Zürich] [1883].